# Schach-Europameisterschaft 2023

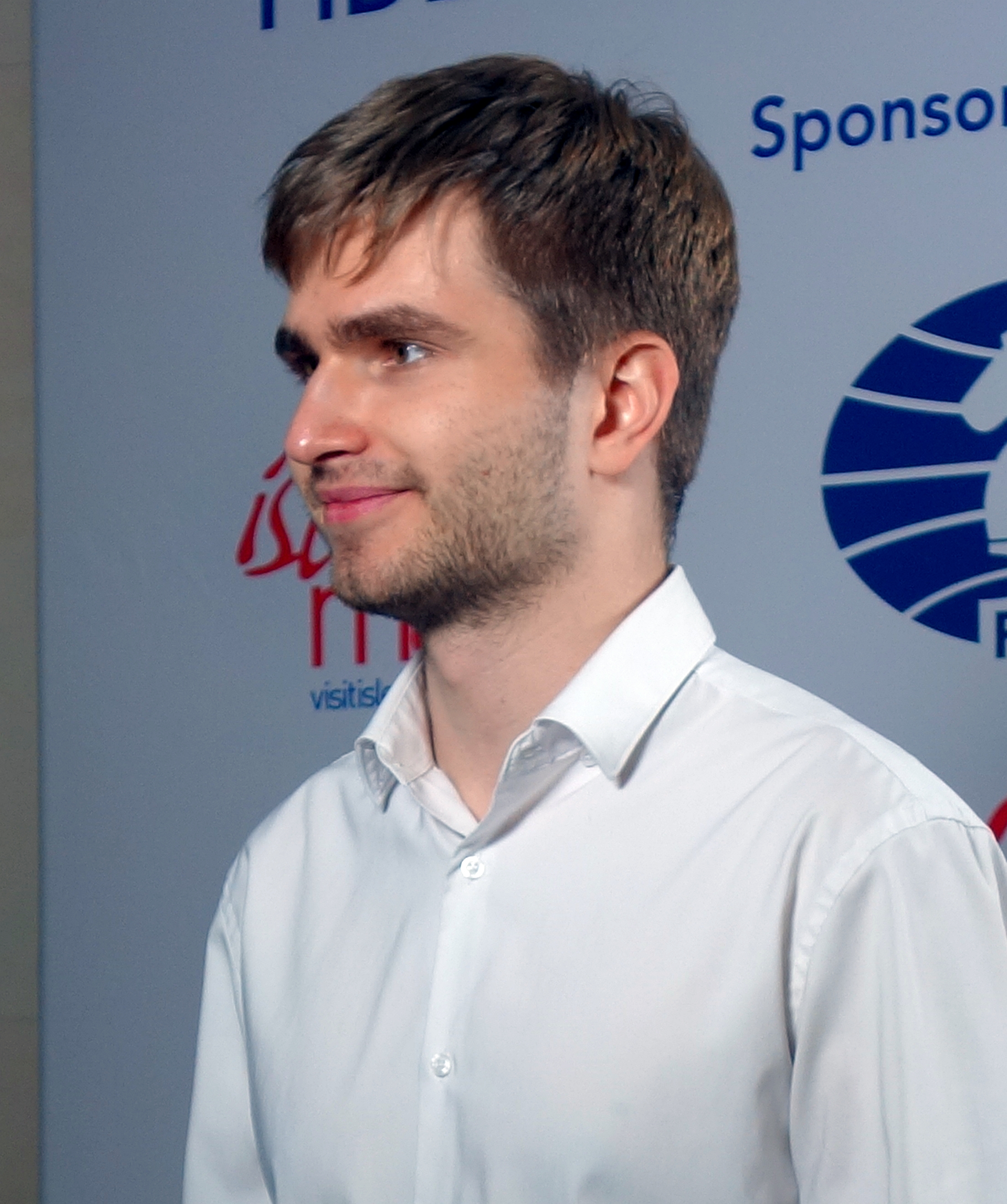
Alexei Sarana, Europameister 2023

Die Schach-Europameisterschaft 2023 (offiziell European Individual Chess Championship 2023) war die 23. Austragung einer Schach-Europameisterschaft und fand vom 3. bis 13. März 2023 im serbischen Vrnjačka Banja statt. Das Turnier nach Schweizer System wurde von der European Chess Union veranstaltet. Sieger wurde der Russe Alexei Sarana, der unter neutraler Flagge antrat.

## Organisation

### Modus
Gespielt wurde nach Schweizer System über eine Dauer von elf Runden. Als Bedenkzeit hatten die Spieler jeweils eine Startzeit von 90 Minuten, die nach dem 40. Zug um weitere 30 Minuten erweitert wurde. Zudem gab es ein Zeitinkrement von 30 Sekunden bereits ab dem ersten Zug. Bei Punktgleichheit zählten zuerst die direkten Duelle, danach wurde mittels Buchholz-Wertung (in der ersten Anwendung abzüglich des schlechtestgewerteten Gegners) unterschieden. Bei weiter bestehendem Gleichstand zählte erst die Zahl der Partien mit Schwarz, zuletzt die Zahl der gewonnenen Partien.
Die Teilnahme stand grundsätzlich allen Mitgliedern der europäischen nationalen Verbänden frei.

### Preisgeld
Insgesamt wurden 100.000 Euro an Preisgeldern ausgeschüttet. Aus dem Teilnehmerfeld erhielten die 23 bestplatzierten Spieler eine Prämie von mindestens 1000 €; der Sieger erhielt 20.000 €. Daneben gab es Spezialpreise in verschiedenen Kategorien. Die sechs besten Frauen erhielten Prämien von bis zu 1200 €. Außerdem erhielten jeweils drei Junioren (U18) und drei Senioren (Ü50) Preise von bis zu 1000 €.

## Ergebnis
Insgesamt nahmen 484 Spieler aus 40 Ländern an der Europameisterschaft teil, darunter auch 40 Frauen. Die größte Gruppe stellte dabei der Schachverband aus Serbien; aus dem Gastgeberland kamen 97 Teilnehmer. Dahinter waren die Türkei (33) und Israel (31) mit den meisten Spielern vertreten. 40 Teilnehmer aus Russland und Belarus nahmen unter der neutralen Flagge der FIDE teil. Aus Deutschland kamen 20 Teilnehmer.
Nach Abschluss aller Runden lagen Daniel Dardha, Alexei Sarana und Kirill Shevchenko punktgleich an der Spitze. Sarana und Shevchenko trafen sich in der letzten Runde mit einem Remis; Dardha schloss durch einen Sieg gegen Anton Korobow zu den beiden auf. In der Feinwertung hatte Sarana die besten Werte und wurde somit Europameister. Während des Turniers gewann er unter anderem gegen Jurij Kusubow und Valentin Dragnev. Die auf den ersten beiden Plätzen der Setzliste gestarteten Armenier Gabriel Sarkissjan und Haik Martirosjan konnten mit 7 Punkten aus 11 Runden keine Top-Platzierung erringen und schlossen das Turnier auf den Plätzen 46 und 56 ab. Bester deutscher Teilnehmer wurde Alexander Donchenko auf dem 15. Rang; aus Österreich schnitt Valentin Dragnev in den Top 10 ab.
Über die Europameisterschaft qualifizierten sich 23 Spieler für den Schach-Weltpokal 2023.
| Platz | Teilnehmer                  | Elo-Zahl | Punkte | BC1  | BUC  |
| ----- | --------------------------- | -------- | ------ | ---- | ---- |
| 01.   | Alexei Sarana               | 2668     | 8,5    | 73,0 | 78,0 |
| 02.   | Kirill Shevchenko           | 2668     | 8,5    | 70,0 | 76,0 |
| 03.   | Daniel Dardha               | 2610     | 8,5    | 66,5 | 72,0 |
| 04.   | Stamatis Kourkoulos-Arditis | 2520     | 8,0    | 73,0 | 78,0 |
| 05.   | Étienne Bacrot              | 2659     | 8,0    | 72,5 | 77,0 |
| 06.   | Thai Dai Van Nguyen         | 2651     | 8,0    | 71,5 | 76,5 |
| 07.   | Jaime Santos Latasa         | 2655     | 8,0    | 70,0 | 75,5 |
| 08.   | Andrei Jessipenko           | 2680     | 8,0    | 69,5 | 75,0 |
| 09.   | Jurij Kusubow               | 2616     | 8,0    | 69,0 | 74,0 |
| 10.   | Valentin Dragnev            | 2561     | 8,0    | 69,0 | 74,0 |
| 11.   | Dawid Arturowitsch Parawjan | 2584     | 8,0    | 68,0 | 72,0 |
| 12.   | Igor Janik                  | 2527     | 8,0    | 67,0 | 72,0 |
| 13.   | David Antón Guijarro        | 2685     | 8,0    | 66,5 | 72,0 |
| 14.   | Ediz Gürel                  | 2454     | 8,0    | 65,5 | 69,0 |
| 15.   | Alexander Donchenko         | 2653     | 8,0    | 65,0 | 70,5 |
| 16.   | Anton Korobow               | 2658     | 7,5    | 76,0 | 82,0 |
| 17.   | Nicat Abasov                | 2625     | 7,5    | 73,5 | 78,5 |
| 18.   | Alexander Predke            | 2684     | 7,5    | 71,5 | 77,5 |
| 19.   | Frederik Svane              | 2577     | 7,5    | 71,0 | 76,5 |
| 20.   | Grzegorz Nasuta             | 2535     | 7,5    | 71,0 | 76,0 |